# Niamh Walsh
Niamh Walsh (17 de abril de 1988) es una actriz irlandesa. Es conocida por su papel de Cara Martínez en el drama médico Holby City, también ha aparecido en Casualty, Jekyll & Hyde y ha protagonizado el drama de época Jamestown como Verity Rutter, de soltera Bridge.

## Biografía
Niamh Walsh nació el 17 de abril de 1988 en Australia —aunque su familia es de Wicklow (Irlanda)—  y creció en Kuala Lumpur (Malasia). A los 18 años se trasladó a Inglaterra para estudiar Literatura Inglesa en la Universidad de York con la intención de convertirse en abogada o periodista. Durante sus años universitarios actuó en un gran número de obras de teatro de estudiantes, por lo que decidió estudiar en la prestigiosa escuela de teatro London Academy of Music and Dramatic Art (LAMDA), consiguió su primer papel en televisión en 2013, cuando hizo su debut en Casualty.
Aunque el papel por el que es más conocida es el de la enfermera Cara Martínez que interpretó en el drama médico Holby City de la BBC One. Ha tenido apariciones importantes en varias series británicas como Good Omens (2019) y Jekyll & Hyde (2015). También protagonizó el drama de época de la cadena de televión británica Sky 1, Jamestown, donde interpreta el personaje de Verity Rutter, de soltera Bridges. Walsh declaró que «investigó mucho para este papel. Me encantan todas esas cosas. Bill [Gallagher] usó personas reales como base para algunos de sus personajes. Y al leer libros sobre el período, aprendes pequeñas cosas que incluso si la audiencia no lo ve, se suman a tu actuación».
En 2021, protagonizó junto a Dervla Kirwan, Seána Kerslake y Gemma-Leah Devereux la serie dramática de suspense Smother del canal de televisión irlandés RTÉ One, en la que interpreta a Jenny, la hermana mayor de Ahern. En un artículo con el Irish Independent, Walsh compartió su interés en retratar a una de las mujeres poderosas e independientes de la serie:

Tomó bastante tiempo, pero la gente se está dando cuenta de que las mujeres son tan complicadas como los hombres. Contenemos multitudes. No hay solo tres tipos de mujeres por ahí... Es muy reconfortante ver que simplemente se nos permite. Se nos permite la complejidad que se les ha permitido a los hombres durante años. Ya no estamos metidas en cajas.

El 26 de mayo de 2021, fue seleccionada para participar en la serie web de drama estadounidense The Sandman una adaptación de la serie de historietas homónima, creada por Neil Gaiman y publicada por DC Comics, interpretando a Ethel Cripps de joven, que se estrenó en Netflix el 5 de agosto de 2022.

## Filmografía

### Televisión
| Año       | Título           | Papel                 | Notas                           | Ref.   |
| --------- | ---------------- | --------------------- | ------------------------------- | ------ |
| 2013      | Casualty         | Hannah Spence         | Episodio «Smoke and Mirrors»    |        |
| 2015      | Jekyll & Hyde    | Maggie Kendall        | Episodio «The Cutter»           |        |
| 2015-2016 | Holby City       | Cara Martínez         | Papel regular (45 episodios)    |        |
| 2017-2019 | Jamestown        | Verity Rutter         | Papel principal (24 episodios)  | [ 1 ]  |
| 2019-2020 | Good Omens       | Greta Kleinschmidt    | (2 episodios)                   |        |
| 2020      | The English Game | Martha Almond         | Papel principal (6 episodios)   |        |
| 2021-2023 | Smother          | Jenny Ahern           | (18 episodios)                  | [ 10 ] |
| 2022      | The Sandman      | Ethel Cripps de joven | (10 episodios)                  |        |
| 2024      | Wreck            | Devon Deveraux        | Segunda temporada (6 episodios) |        |
| 2024      | Dead and Buried  | Lena McAllister       | Miniserie (4 episodios)         | [ 11 ] |
| 2025      | Lynley           | Helen Clyde           |                                 | [ 12 ] |

### Cortometrajes
| Año  | Título             | Papel | Ref. |
| ---- | ------------------ | ----- | ---- |
| 2012 | Rat Trap           | Amy   |      |
| 2014 | Forever            | Chica |      |
| 2015 | Send in the Clowns | Álex  |      |

### Audiolibro
| Año  | Título              | Papel | Autor                   | Ref.   |
| ---- | ------------------- | ----- | ----------------------- | ------ |
| 2021 | The Sandman: Act II | Nuala | Neil Gaiman, Dirk Maggs | [ 13 ] |

### Teatro
| Año  | Título                           | Papel          | Notas                   |
| ---- | -------------------------------- | -------------- | ----------------------- |
| 2013 | Middlemarch                      | Rosamond       | The Orange Tree Theatre |
| 2014 | The Man Who Shot Liberty Valance | Hallie Jackson | Park Theatre            |